# Thorigny-sur-Marne
Thorigny-sur-Marne es una localidad y comuna francesa situada en la región de Isla de Francia.

## Geografía
Se sitúa al este de París, junto al río Sena. Pertenece al departamento Sena y Marne en la región denominada Isla de Francia. Limita con las comunas de Lagny-sur-Marne, Pomponne, Carnetin y Dampmart.

## Administración
| Periodo     | Nombre                                   | Comentario                          |
| ----------- | ---------------------------------------- | ----------------------------------- |
| 1790 - 1791 | Jean-Michel Boizard                      |                                     |
| 1791 - 1792 | Jacques Etienne Fillion                  |                                     |
| 1792 - 1795 | Jacques Lallemant                        |                                     |
| 1795 - 1798 | Denis Barthélémy Landry                  | agent municipal                     |
| 1798 - 1798 | Jean Hérissé                             | agent municipal                     |
| 1798 - 1800 | Denis Barthélémy Landry                  | agent municipal                     |
| 1800 - 1815 | Charles Louis Marie Martin des Fontaines |                                     |
| 1815 - 1816 | Nicolas Joseph Gailliez                  |                                     |
| 1816 - 1824 | Jean-Baptiste Leprieur                   |                                     |
| 1824 - 1831 | Charles Denis Nicolas Léauté             |                                     |
| 1831 - 1870 | Jean Alexandre Cornilliot                |                                     |
| 1870 - 1871 | Jean Louis Prosper Delagrange            | interino                            |
| 1871 - 1871 | Maxime Seguin                            | interino                            |
| 1871 - 1884 | François Honoré Orange                   |                                     |
| 1884 - 1905 | Emile Houdart                            |                                     |
| 1905 - 1931 | Constantin Onésime Bellot                |                                     |
| 1931 - 1933 | Paul Masson                              |                                     |
| 1933 - 1936 | Joseph Gustave Boulanger                 |                                     |
| 1936 - 1944 | Athanase Rabier                          |                                     |
| 1944 - 1944 | Lucien Louis Auchard                     | presidente del comité de liberación |
| 1944 - 1945 | Claude Pallot                            |                                     |
| 1945 - 1947 | Suzanne Barthes                          |                                     |
| 1947 - 1959 | Lucien Rigot                             |                                     |
| 1959 - 1977 | Marcel Poyau                             |                                     |
| 1977 - 1993 | Henri Bouvelle                           |                                     |
| 1993 - 2004 | Pierre Chantrel                          |                                     |
| 2004 - 2007 | Claude Lasseret                          |                                     |
| 2008 - ?    | Thibaud Guillemet                        |                                     |

## Demografía
| 631 | 643 | 643 | 607 | 664 | 666 | 675 | 669 | 649 | 713 | 737 | 853 | 976 | 1 006 | 1 210 | 1 346 | 1 404 | 1 538 | 1 636 | 1 755 | 1 847 | 2 198 | 2 581 | 2 738 | 2 619 | 3 040 | 3 595 | 5 768 | 7 059 | 7 596 | 8 326 | 9 031 | 9 386 |
| Para los censos de 1962 a 1999 la población legal corresponde a la población sin duplicidades (Fuente: INSEE [Consultar]) |     |     |     |     |     |     |     |     |     |     |     |     |       |       |       |       |       |       |       |       |       |       |       |       |       |       |       |       |       |       |       |       |

## Ciudades hermanadas
- Erbach, Baden-Wurtemberg, Alemania